# Василёво (Собинский район)
Василёво — деревня в Собинском районе Владимирской области России, входит в состав Рождественского сельского поселения.

## География
Деревня расположена в 6 км на северо-запад от центра поселения села Рождествено и в 33 км на север от райцентра города Собинка.

## История
В конце XIX — начале XX века деревня входила в состав Стопинской волости Владимирского уезда, с 1926 года — в Черкутинской волости.
В 1859 году в деревне числилось 43 двора, в 1905 году — 60 дворов, в 1926 году — 59 хозяйств и начальная школа.
С 1929 года деревня входила в состав Корнеевского сельсовета Ставровского района, с 1932 года — в составе Ельтесуновского сельсовета Небыловского района, с 1945 года — в составе Ставровского района, с 1954 года — в составе Рождественского сельсовета, с 1965 года — в составе Собинского района, с 2005 года — в составе Рождественского сельского поселения.

## Население
| 1859 | 1905 | 1926 | 2002 | 2010 | 2021 |
| ---- | ---- | ---- | ---- | ---- | ---- |
| 251  | ↗331 | ↘264 | ↘15  | ↘8   | ↗10  |